# Liste der irischen Abgeordneten zum EU-Parlament (2019–2024)
Die Liste der irischen Abgeordneten zum EU-Parlament (2019–2024) listet alle irischen Mitglieder des 9. Europäischen Parlamentes nach der Europawahl in Irland 2019 auf.
Mit dem Austritt des Vereinigten Königreichs aus der Europäischen Union (dem sogenannten „Brexit“) erhielt Irland zwei der neu zugewiesenen Mandate. Von diesen kam je eines der Fine Gael und der Fianna Fáil zugute.

## Aktuelle Mandatsstärke der Parteien
- GUE/NGL: 4
- G/EFA: 2
- RE: 1
- EVP: 4

- GUE/NGL: 4
- G/EFA: 2
- RE: 2
- EVP: 5

| Nationale Partei            | Mandate | Fraktion |
| --------------------------- | ------- | --- |
| Fine Gael (FG)              | 04+1    | Fraktion der Europäischen Volkspartei (EVP)                                                                                            |
| Independents 4 Change (I4C) | 02      | Konföderale Fraktion der Vereinten Europäischen Linken/Nordischen Grünen Linken (GUE/NGL)Die Linke im Europäischen Parlament – GUE/NGL |
| Sinn Féin (SF)              | 01      | Konföderale Fraktion der Vereinten Europäischen Linken/Nordischen Grünen Linken (GUE/NGL)Die Linke im Europäischen Parlament – GUE/NGL |
| Parteilose Abgeordnete      | 01      | Konföderale Fraktion der Vereinten Europäischen Linken/Nordischen Grünen Linken (GUE/NGL)Die Linke im Europäischen Parlament – GUE/NGL |
| Green Party (GP)            | 02      | Die Grünen/Europäische Freie Allianz (G/EFA)                                                                                           |
| Fianna Fáil (FF)            | 01+1    | Renew Europe (RE) |
| SUMME                       | 11 (+2) | |

## Abgeordnete
| Bild | Name               | geb. | MEP seit                           | Partei    | Fraktion | Wahlkreis           | Kommentar                          |
| ---- | ------------------ | ---- | ---------------------------------- | --------- | -------- | ------------------- | ---------------------------------- |
|      | Barry Andrews      | 1967 | 1. Feb. 2020                       | FF        | RE       | Dublin              |                                    |
|      | Matt Carthy        | 1977 | vom 2. Juli 2019 bis 9. Feb. 2020  | SF        | GUE/NGL  | Midlands–North-West | Nachrücker: Chris MacManus         |
|      | Deirdre Clune      | 1959 | 1. Feb. 2020                       | FG        | EVP      | South               |                                    |
|      | Ciarán Cuffe       | 1963 | 2. Juli 2019                       | GP        | G/EFA    | Dublin              |                                    |
|      | Clare Daly         | 1968 | 2. Juli 2019                       | I4C       | GUE/NGL  | Dublin              |                                    |
|      | Frances Fitzgerald | 1950 | 2. Juli 2019                       | FG        | EVP      | Dublin              |                                    |
|      | Luke Flanagan      | 1972 | 2. Juli 2019                       | parteilos | GUE/NGL  | Midlands–North-West |                                    |
|      | Billy Kelleher     | 1968 | 2. Juli 2019                       | FF        | RE       | South               |                                    |
|      | Seán Kelly         | 1956 | 2. Juli 2019                       | FG        | EVP      |                     |                                    |
|      | Chris MacManus     | 1973 | 6. März 2020                       | SF        | GUE/NGL  | Midlands–North-West | Nachgerückt für Matt Carthy        |
|      | Colm Markey        | 1972 | 23. Nov. 2020                      | FG        | EVP      | Midlands–North-West | Nachgerückt für Mairead McGuinness |
|      | Mairead McGuinness | 1959 | vom 2. Juli 2019 bis 11. Okt. 2020 | FG        | EVP      | Midlands–North-West | Nachrücker: Colm Markey            |
|      | Grace O’Sullivan   | 1962 | 2. Juli 2019                       | GP        | G/EFA    | South               |                                    |
|      | Mick Wallace       | 1955 | 2. Juli 2019                       | I4C       | GUE/NGL  | South               |                                    |
|      | Maria Walsh        | 1987 | 2. Juli 2019                       | FG        | EVP      | Midlands–North-West |                                    |